# 昆明公交车爆炸案
昆明公交车爆炸案發生于2008年7月21日。當天在中国云南省省会昆明市，兩輛公車先后發生計時炸彈爆炸，造成至少3死13傷。目前初步確定為人為襲擊案，但是兇手及其動機仍然不明。事件發生在北京奧運會開幕前的十多天，引起了社會各界的高度關注和警戒。
2008年12月24日，昆明市萨尔瓦多咖啡屋发生爆炸，一名男子在爆炸中受重伤，送往医院后身亡。后经公安技术侦查人员证实，萨尔瓦多咖啡屋爆炸案和昆明公交车爆炸案的爆炸装置残留物吻合、引爆方式相同，均系犯罪嫌疑人李彦所为，昆明公交车爆炸案宣布告破。

## 經過
當日上午7时许，昆明由曇華寺開往眠山的一辆54路公交车在人民西路，发生炸药爆炸事件，造成1人当场死亡（王德芝，女，1978年生），1人在送医院救治时死亡，另有9人受伤；8时许，又有一辆54路公交车在人民西路，发生炸药爆炸，造成1人死亡（陈仕飞，男，1982年生），4人受伤。事发前部分昆明市民收到一条标题为“蝼蚁总动员”的短信，暗示可能发生爆炸，但昆明警方已經辟謠，指「沒有這回事」。两起爆炸均是由硝酸銨計時炸彈引爆。

## 后續
昆明當局回避稱之為與北京奧運或分離主義有關的恐怖襲擊。不過，外界傳媒發現內地航空、鐵路、公路、水路及公交車等，都進入全面戒備狀態，加強安全檢查。雲南省公安廳懸紅10萬元人民幣緝兇。2008年7月23日，懸紅賞金增至30萬元。而后东突组织承认对此事件负责。不过人们普遍质疑东突组织是否有潜入云南制造此案的能力，认为只是该组织为扩大影响而冒认的。

## 结果
2008年12月24日10时40分左右，昆明市萨尔瓦多咖啡屋发生爆炸，一名男子在爆炸中受重伤。送往医院两小时后因伤势过重，抢救无效死亡。
专案组随即开展现场勘验、走访调查、尸体检验等工作，并在爆炸现场提取到包装物、电雷管等大量物证。经过对爆炸装置残留物上发现提取的生物检材与死者DNA检材进行比对检验，确定死者即是萨尔瓦多咖啡屋爆炸案的嫌疑人。经查，死者名叫李彦，为云南省宣威市人，死前曾对医生说“公交车爆炸是我幹的”。
后专案组证实，由于在萨尔瓦多咖啡屋爆炸案现场勘查中发现的爆炸装置残留物与昆明公交车爆炸案的残留物吻合，引爆方式相同。大量确凿充分的证据证实：萨尔瓦多咖啡屋爆炸案和公交车爆炸案均系犯罪嫌疑人李彦所为。